# Aleksandr Vasilevski
Aleksandr Michailovitsj Vasilevski (Russisch: Алекса́ндр Миха́йлович Василе́вский) (Novopokrovka, 30 september 1895 - Moskou, 5 december 1977) was een Russische Maarschalk van de Sovjet-Unie en Held van de Sovjet-Unie die vocht in de Tweede Wereldoorlog.
Hij was bevriend met Jozef Stalin en was van 1943 tot 1947 chef van de generale staf. Van 1949 tot 1953 (dood van Stalin) was hij minister van Defensie. Maarschalk Aleksandr Vasilevski werd tientallen malen gedecoreerd, zo was hij achtmaal drager van de Leninorde en tweemaal Held van de Sovjet-Unie. Stalin verleende hem twee van de kostbare met edelstenen versierde sterren van de Orde van de Overwinning.

## Militaire loopbaan
- Praporshchik: mei 1915
- Podporutschik:
- Porutschik:
- Kapitan: 1916
- Maior: 1917
- Podpolkownik:
- Polkownik: 16 augustus 1938
- Комбриг: 5 april 1940
- Комдив: 4 juni 1940
- General-leitenant: 28 oktober 1941
- General-polkownik: 21 mei 1942
- General armii: 18 januari 1943
- Маршал Советского Союза: 16 februari 1943

## Decoraties

### Sovjet-Unie
- Held van de Sovjet-Unie op 29 juli 1944[1] en 8 september 1945[1]
- Orde van de Overwinning op 10 april 1944[1] en 19 april 1945 (nr. 2 en nr.7)
- Leninorde op 21 mei 1942[1], 29 juli 1944[1], 21 februari 1945[1], 29 september 1945[1], 29 september 1955, 29 september 1965, 29 september 1970, 29 september 1975
- Orde van de Oktoberrevolutie op 22 februari 1968
- Orde van de Rode Banier op 3 november 1944[1] en 20 juni 1949
- Orde van Soevorov der Eerste Klasse op 28 januari 1943[1]
- Orde van de Rode Ster (Sovjet-Unie) in 1939[1]
- Orde van Verdienste voor het Moederland in de Strijdkrachten van de Sovjet-Unie der Derde Klasse
- Jubileumsmedaille voor Militaire Dapperheid ingesteld ter herinnering aan de Honderdste Verjaardag van Vladimir Iljitsj Lenin
- Jubileummedaille voor de 20e verjaardag van het Rode Leger
- Medaille voor de Verdediging van Moskou op 1 mei 1944[1]
- Medaille voor de Verdediging van Leningrad op 22 december 1942[1]
- Medaille voor de Verovering van Koningsbergen op 9 juni 1945[1]
- Medaille voor de Overwinning over Duitsland in de Grote Patriottische Oorlog 1941-1945 op 9 mei 1945[1]
- Medaille voor de overwinning op Japan
- Medaille voor de 20e Verjaardag van de Overwinning in de Grote Patriottische Oorlog op 7 mei 1965[1]
- Medaille voor de 30e Verjaardag van de Overwinning in de Grote Patriottische Oorlog op 25 april 1975[1]
- Medaille ter Herinnering aan de Achthonderdste Verjaardag van Moskou
- Jubileummedaille 30 jaar Sovjet Leger en Vloot
- Jubileummedaille 40 Jaar Strijdkrachten van de USSR
- Jubileummedaille 50 Jaar Strijdkrachten van de USSR
- Ere wapen - Zwaard gegraveerd met gouden nationale embleem van de Sovjet-Unie in 1968

### Tsjecho-Slowakije
- Oorlogskruis (Tsjecho-Slowakije) in 1943[1]
- Militaire Orde van de Witte Leeuw voor de Overwinning Ster der Eerste Klasse in 1945 (Tsjecho-Slowakije)[1]
- Grootkruis in de Orde van de Witte Leeuw (Tsjecho-Slowakije) op 8 mei 1955[2]

### Polen
- Virtuti Militari Polen in 1946
- Orde van het Grunwald Kruis der Eerste Klasse in 1946 (Polen)
- Commandeur in de Orde Polonia Restituta in 1968 (Polen)
- Commandeur met ster in de Orde Polonia Restituta in 1973 (Polen)

### Mongolië
- Orde van Moed tijdens Gevechten (Mongolië) in 1945
- Orde van Suha Bator (Mongolië) in 1966 en 1971

### Joegoslavië
- Orde van Nationale Bevrijding (Joegoslavië) in 1946
- Partizanenster (Joegoslavië)

### Frankrijk
- Grootofficier in het Legioen van Eer in 1944[1] (Frankrijk)
- Croix de guerre (Frankrijk) in 1944[1]

### Verenigd Koninkrijk
- Grootkruis in de Orde van het Britse Rijk in 1943[1]

### Noord-Korea
- Orde van de Nationale Vlag der Eerste Klasse (Noord-Korea) in 1948

### Bulgarije
- Orde van de Bevrijding van het Volk 1941-1944 (Bulgarije) in 1974

### Duitse Democratische Republiek
- Karl Marx-orde Duitse Democratische Republiek in 1975

### Verenigde Staten
- Legioen van Verdienste (Verenigde Staten) in 1944[1]

- Bibliothèque nationale de France: cb167543450 (data)
- CiNii: DA05017102
- Gemeinsame Normdatei: 118629395
- International Standard Name Identifier: 0000 0001 0962 7457
- Library of Congress Control Number: n81032468
- Nationale Bibliotheek van Letland: 000104508
- Bibliotheek van het Japanse parlement: 00621591
- Nationale Bibliotheek van Tsjechië: jo2003168058
- Nationale Bibliotheek van Israël: 987007424626205171
- Nationale Bibliotheek van Polen: a0000002510546
- Nederlandse Thesaurus van Auteursnamen: 069831041
- Istituto Centrale per il Catalogo Unico: IEIV024474
- LIBRIS: 99274
- Système universitaire de documentation: 072844345
- Virtual International Authority File: 30330001
- WorldCat: E39PBJbCMqJHpGhv4HpJPCJVYP